# Vasile Deac
Vasile Deac (n. 10 aprilie 1824, Vatra Dornei, Imperiul Austriac – d. 12 august 1909, Vatra Dornei, Austro-Ungaria) a fost un primar al târgului Vatra Dornei. Pentru rezultatele sale în modernizarea localității, a primit în 1886 decorația Crucea de argint cu coroană pentru merite de la împăratul Franz Joseph.

## Biografie
Fiul lui Pentelei Deac s-a implicat de tânăr viața politică a făcut parte din grupul vicilicilor, deputați mai vârstnici care luptau pentru drepturile comunității dornene. Mai târziu s-a alăturat țăranilor din Ocolul Câmpulung Moldovenesc, care au luptat pentru redobândirea unor suprafețe de pământ de la împăratul Franz Joseph.
Când Vatra Dornei ajunsese târg și se cerea un om învățat la conducere, cărturarii în unanimitate au fost de acord că Vasile Deac este cel mai bun, deși era om simplu și neștiutor de carte. A fost ales primar în anul 1875 și a condus localitatea până în 1902.
Calitățile și le-a dovedit cu prisosință, reușind să transforme un modest târg într-o stațiune balneoclimaterică renumită. A mers în audiență la împăratul Franz Joseph pentru a prezenta proiectului de dezvoltare a stațiunii întocmit de arhitectul Paul T. Brang, în colaborare cu chimistul Ernst Ludwig și medicului balneolog dr. Lobel Arthur. Vorbea fluent limba germană, era însoțit de specialiști și cu îndrăzneală a spus: „Mărite Împărate, dacă Dumnezeu lucrează pentru noi și ne dă apă vindecătoare, de ce n-am fi vrednici să folosim binefacerea dumnezeiască pentru însănătoșirea celor mulți și suferinzi?” Proiectul a fost imediat aprobat și impresionat de calitățile sale împăratul l-a invitat la masă acordându-i totodată distincția Crucea de argint cu coroană pentru merite.
Printre clădirile emblematice din Vatra Dornei a căror existență i se datorează sunt: Stabilimentul băilor, Izvorul Falkenhain, Izvorul Ioan, Hotel balnear I, Hotel Balnear II, Cazinoul băilor, Școala Centrală (Șc. Gimnazială nr. 1), Palatul Național Român (Biblioteca Municipală) și Palatul Comunal (Primăria). În timpul mandatului său s-a obținut legătura cu rețeaua feroviară, s-au executat ample lucrări edilitare, s-au construit și s-au amenajat spații de cazare și tratament, restaurante și farmacii.
Printre oamenii de cultură care l-au apreciat în mod deosebit se numără și istoricul A.D. Xenopol care mărturisea despre el că deși nu știe carte, fiind un om din vremile vechi, însă prin inteligența lui și spiritul său practic ar bate pe mulți știutori de carte. Toate socotelile comunei le știe pe de rost, umblă în toate părțile ca să vadă personal nevoile satului, nu deschide punga comunei decât pentru trebuințe stricte și s-a jurat să nu facă, cât va fi el primar, nici o datorie, căci cum îmi spunea el în limbajul pitoresc: „omul cu datorii e ca sacul cel spart, torni în el și nu-l mai umpli”..

## Lectura suplimentară
- https://bjmures.ro/wp-content/uploads/2022/01/S00108.pdf
- https://cazinoul-bailor.ro/istorie/
- https://www.crainou.ro/2012/12/12/povestea-statiei-feroviare-vatra-dornei-bai/
- https://www.istorielocala.ro/palatul-comunal-primaria-municipiului-vatra-dornei-2/